# Oscar Ledesma
Oscar Ledesma (Silay, 3 april 1902 - 17 december 1995) was een Filipijnse suikerplantagehouder, politicus en diplomaat.

## Biografie
Oscar Ledesma werd geboren op 3 april 1902 in Silay in de provincie Negros Occidental. Hij was een zoon van een grootgrondbezitter en suikerbaron. Ledesma behaalde zijn Bachelor of Arts-diploma aan de Ateneo de Manilla. In 1925 behaalde hij zijn Bachelor-diploma rechten aan de University of the Philippines. In hetzelfde jaar slaagde hij voor het toelatingsexamen van de Filipijnse balie (bar exam). 
In 1940 werd Ledesma door president Manuel Quezon benoemd tot burgemeester van Iloilo. Kort daarop werd hij, vlak voor de Tweede Wereldoorlog, in 1941, gekozen als afgevaardigde namens het 2e kiesdistrict van Iloilo. Toen kort daarop de Japanners, in januari 1942, de Filipijnen binnenvielen, sloot Ledesma zich aan bij de USAFFE. Na de oorlog werd hij bij de verkiezingen van 1946 opnieuw gekozen als lid van het Filipijns Huis van Afgevaardigden namens Iloilo. In 1954 werd hij door president Elpidio Quirino benoemd tot minister van Handel. Ook onder diens opvolger Ramon Magsaysay bleef hij nog een jaar minister, tot vlak voor de verkiezingen van 1957 waarbij hij werd voor een termijn van zes jaar werd gekozen als lid van de Filipijnse Senaat. Kort na zijn periode als Senator was Ledesma van juli 1964 tot juni 1966 Filipijns ambassadeur in de Verenigde Staten.